# كاري رودريغيس
كاري رودريغيس (بالإنجليزية: Carrie Rodriguez)‏ (مواليد 1978) هي مغنية و كاتبة أغاني أمريكية من أصول مكسيكية و ابنة ديفيد رودريغيز المغني وكاتب الاغاني و والدتها الرسامة المعروفة كاتي نيلز، و هي حفيدة غزير تكساس كاتب مقالات فرانسيس نيلز. تغني و تلعب على الكمان والغيتار.

## روابط خارجية
- كاري رودريغيس على موقع ميوزك برينز (الإنجليزية)
- كاري رودريغيس على موقع أول ميوزيك (الإنجليزية)
- كاري رودريغيس على موقع ديسكوغز (الإنجليزية)